# 손분 (손견 조카)
손분(孫賁, ? ~ 210년?)은 중국 후한 말의 정치가로, 자는 백양(伯陽)이며 양주 오군 부춘현(富春縣) 사람이다. 파로장군 손견의 형 손강의 아들이다.

## 생애

### 손견 시절
일찍 부모를 여의었고, 아우 손보는 아직 젖먹이었으므로 직접 손보를 길러 형제간의 우애는 매우 두터웠다.
군의 독우와 현장을 지내다가, 숙부 손견이 거병하자 관직을 버리고 손견을 좇았다.

### 원술 수하
초평 3년(192년), 손견이 유표와 싸우다 전사하자 남은 무리를 이끌고 손견의 영구를 무사히 본향으로 보냈으며, 원술에게 의탁했다. 이듬해, 원술에게 파견되어 원소가 임명한 구강태수 주앙을 음릉(陰陵)에서 격파했다. 원술은 표를 올려 손분을 옛날 손견이 지낸 예주자사로 삼았고, 단양도위로 전임시키고 정로장군을 대행하여 산월을 토벌하게 했다.
조정에서 유요를 양주자사로 임명했으나 양주자사의 치소가 있는 수춘으로 가지 못하고 있었는데, 오경과 함께 유요를 받아들여 곡아에 두었다. 원술이 야심을 품고 강동의 여러 고을을 쳐 손에 넣자, 원술에게 반기를 든 유요에게 오경과 함께 쫓겨났고 사졸들을 이끌고 역양(현재의 허 현)에 주둔했다. 원술에게 오경과 함께 다시 파견되어 유요가 파견한 횡강진의 번능·우미와 당리구의 장영을 공격했으나 1년 간 함락시키지 못했다.
흥평 원년(194년) 12월, 원군으로 파견된 손책과 힘을 합하여 마침내 번능·우미·장영을 무찌르고, 유요를 공격하여 예장군으로 쫓아냈다. 오경과 함께 손책에게 원술로 파견되어 경과를 보고했다.
황제를 참칭하여 중나라를 세운 원술로부터 구강태수를 제수받았으나, 관직에 취임하지 않고 처자를 버리고 강남으로 갔다.

### 손씨에 귀순한 후
손책을 따라, 원술의 잔존세력을 규합한 여강태수 유훈과 유훈을 도우려 한 강하태수 황조를 쳤다. 돌아오는 길에 예장군에서 아직 세력을 유지하고 있던 유요가 병사했다는 소식을 들은 손책이 예장태수 화흠을 굴복시키고, 건안 4년(199년), 손책이 올린 표문을 통해 예장태수가 되었다. 나중에 도정후에 봉해졌다. 손책이 강동을 평정하자, 원소와 대치하고 있어 두려워한 조조는 손책과 혼인 관계를 맺었는데, 이때 손분의 딸이 조창에 시집갔다.
건안 13년(208년), 사자 유은의 표로 정로장군이 되었고, 옛날과 같이 예장태수를 겸했다. 그해 조조가 형주를 공격해 유종의 항복을 받아내자 두려워하여 조조에게 아들을 볼모로 바치려 했으나, 주치의 설득을 받고 그만두었다.
관직에 11년간 있다가 죽었으며, 아들 손린이 뒤를 이었다.

## 손분의 친족관계
※손견 · 손정의 계보는 각 항목을 참조할 것.

### 관련 인물
- 손강
- 손보
- 손린
- 손술
- 손진
- 손흠

## 같이 보기
- 삼국지 인물 목록